# Замок Хайклер
Замок Ха́йклер — родовое гнездо графов Карнарвонов с 1679 года, построенное в начале XVII века. Расположено на севере английского графства Хэмпшир, к югу от города Ньюбери, который находится уже в Беркшире.

## История строительства
Здание замка основано на фундаменте старого дворца. После того, как дворец был почти полностью разрушен, на прочном ещё основании практически сразу был возведён замок Хайклер. Старым дворцом владели Винчестеры на протяжении многих веков. После того, как появился замок, сюда переселилась известная семья Карнарвонов.
Один из графов был известным собирателем древностей и привёз в замок многие египетские артефакты. Известен тем, что спонсировал раскопки Говарда Картера, приведшие к обнаружению гробницы Тутанхамона. Первой в гробницу ступила дочь графа леди Эвелин.
До XIX века замок имел классические формы, пока за него не взялся архитектор Барри, который был приглашён на переобустройство Хайклера хозяином. Тогда он и обрёл свои черты. Известно, что архитектор был вдохновлён и восхищён стилем итальянского возрождения, он много экспериментировал.
Барри не успел полностью закончить работу, он умер, когда некоторые части замка ещё не были достроены. Тогда четвёртый граф пригласил на работу над замком Томаса Аллема. Аллем в своё время работал с Барри и смог продолжить переустройство замка после мастера. В 1878 году замок Хайклер обрёл нынешний вид.

## Современное состояние

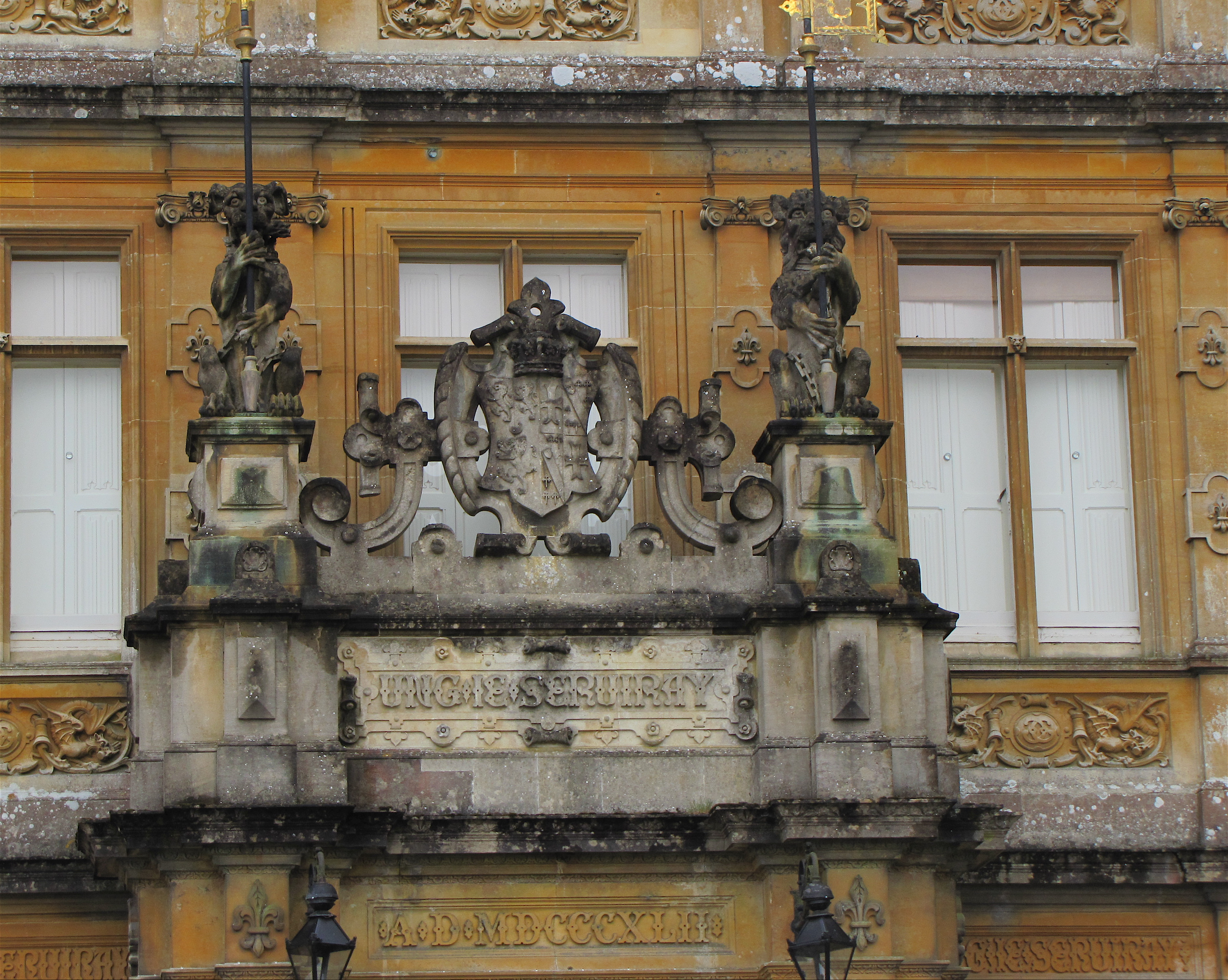
Герб семейства Герберт в экстерьере замка

С большого расстояния замок Хайклер производит благоприятное впечатление. Однако внутри это историческое здание пришло в негодность. Орудийные башни строения нуждаются в срочном ремонте. Повсюду летают мухи. С потолка во многих комнатах замка течёт вода.
Используются только первый и второй этажи здания. По крайней мере, 50 комнат непригодны для проживания. Если в 1906 году в замке прислуживали: камердинер, дворецкий, 14 лакеев, 25 горничных, 25 садовников, два шофёра и три повара, то в настоящее время[когда?] замок обслуживают только 9 слуг.
По мнению 7-го графа Карнарвона, чьей семье принадлежит замок, ремонт этого, а также других зданий на территории поместья площадью 24 км² обойдётся в 12 млн фунтов стерлингов.
8-й граф Карнарвон недавно[когда?] подал заявку на получение разрешения на строительство объектов жилой недвижимости на территории поместья. Вырученные в результате продажи исторической земли деньги предлагается пустить на ремонт замка.
В XXI веке замок используется для проведения экскурсий и пышных свадебных церемоний.

## Фильмография
- 1982: фильм «Миссионер»,
- 1990-1993: сериал «Дживс и Вустер», (Totleigh Towers — дом Бассетов)
- 2002 : BBC. Короли и королевы Kings & Queens (11 серия «Виктория»)
- 2004: сериал «Агата Кристи. Марпл. 4.50 из Паддингтона»,
- 2005: фильм «Матч Пойнт»,
- 2010 — 2015: сериал «Аббатство Даунтон»[2].